# Nederlandse Gereformeerde Zendingsvereniging
De Nederlandse Gereformeerde Zendingsvereniging, vaak afgekort tot NGZV, was een Nederlandse vereniging die werkzaam was in de christelijke zending. De vereniging werd in 1859 opgericht in Amsterdam door dr. C. Schwartz, predikant bij de Vrije Schotse Kerk en zendeling onder Israël. In 1894 werd alles overgedragen aan de Gereformeerde Kerken in Nederland.

## Zendelingen
In totaal zond de vereniging 8 zendelingen uit. Enkele zendelingen waren:
1. Aart Vermeer (Haarlem, 7 maart 1828 - Purbolinggo, 26 oktober 1891) werd op 25 oktober 1860 geordend als zendeling-leraar. Vanaf 1 november 1862, en daarmee de eerste NGZV zendeling, in Tenga. Vanaf 12 oktober 1867 in Purbolinggo. In juli 1877 ontslagen uit zendingsdienst wegens verwaarlozing van zijn zendingstaak. Trad op 11 oktober 1887 weer in dienst bij de NGZV tot aan zijn dood in 1891.
2. Hendrik Stoové (Amsterdam, 19 november 1840 - Madioen, 21 september 1911) kwekeling van de NGZV, was op 30 oktober 1864 afgevaardigt als hulpzendeling in Amsterdam. Vanaf 5 maart 1865, als hulpzendeling van Aart Vermeer, te Tegal alwaar hij op 29 september 1867 geordend werd tot zendeling-leraar nadat Vermeer vertrok naar Purbolinggo. Vroeg ontslag aan in januari 1869.
3. Philippus Bieger (Utrecht, 1841 - 1911) kwekeling van de NGZV, werd echter in 1862 niet geschikt geacht en ontslagen. Trad in mei 1870 weer in dienst van het NGZV als opvolger van Stoové. Van februari 1871 tot en met 1884 uitgezonden naar Nederlands-Indië.
4. Jacob Wilhelm (Ommen, 1854 - Purworejo, 3 maart 1892) kwekeling van de NGZV, van februari 1881 tot en met maart 1892 zendeling te Purwojero.